# Nederlands kampioenschap badminton 2006
Het Nederlands kampioenschap badminton 2006 vond plaats van 3 februari tot en met 5 februari 2006 in Sporthal De Maaspoort te 's-Hertogenbosch. Tijdens het toernooi werd voor het eerst gebruikgemaakt van de nieuwe puntentelling, het rally-point-systeem.

## Heren enkelspel

### Geplaatste spelers
| rang | speler                   |
| ---- | ------------------------ |
| 1    | Dicky Palyama            |
| 2    | Eric Pang                |
| 3    | Rune Massing             |
| 4    | Koen Ridder              |
| 5    | Dennis van Daalen De Jel |
| 6    | Gerben Bruijstens        |

### Eerste ronde
| Dicky Palyama         | - | Bye                         |                     |
| Jeroen van Moorst     | - | Lars Sijben                 | 21-11, 21-16        |
| Jelle de Keijzer      | - | Bye                         |                     |
| Jordy Halapiry        | - | Roy Rouwhorst               | 21-19, 19-21, 18-21 |
| Koen Ridder           | - | Bye                         |                     |
| Ralph Starren         | - | Gricha Camonier             | 16-21, 14-21        |
| Gerben Bruijstens     | - | Bye                         |                     |
| Rolf Oostenbrink      | - | Marcel Hazebroek            | 11-21, 19-21        |
| Ewoud Tan             | - | Joost Kool                  | 11-21, 14-21        |
| Bye                   | - | Dennis van Daalen De Jel    |                     |
| Dennis van Zijderveld | - | Léon Nottelman              | 21-17, 17-21, 14-21 |
| Bye                   | - | Rune Massing                |                     |
| Gijs van Heijster     | - | Tim Vaessen                 | 21-13, 24-22        |
| Bye                   | - | Saber Afif                  |                     |
| Erwin Hartung         | - | Bouke van Bergen Bravenboer | 9-21, 21-15, 22-20  |
| Bye                   | - | Eric Pang                   |                     |

### Tweede ronde
| Dicky Palyama     | - | Jeroen van Moorst        | 21-6, 21-6        |
| Jelle de Keijzer  | - | Roy Rouwhorst            | 21-19, 21-13      |
| Koen Ridder       | - | Gricha Camonier          | 26-24, 21-11      |
| Gerben Bruijstens | - | Marcel Hazebroek         | 21-12, 21-12      |
| Joost Kool        | - | Dennis van Daalen De Jel | 17-21, 20-22      |
| Léon Nottelman    | - | Rune Massing             | 14-21, 6-21       |
| Gijs van Heijster | - | Saber Afif               | 21-8, 16-21, 9-21 |
| Erwin Hartung     | - | Eric Pang                | 10-21, 6-21       |

### Kwartfinale
| Dicky Palyama            | - | Jelle de Keijzer  | 21-10, 21-12        |
| Koen Ridder              | - | Gerben Bruijstens | 16-21, 16-21        |
| Dennis van Daalen De Jel | - | Rune Massing      | 22-20, 10-21, 14-21 |
| Saber Afif               | - | Eric Pang         | 10-21, 11-21        |

### Halve finale
| Dicky Palyama | - | Gerben Bruijstens | 21-17, 21-11 |
| Rune Massing  | - | Eric Pang         | 21-16, 21-17 |

### Finale
| Dicky Palyama | - | Rune Massing | 21-13, 21-9 |

## Dames enkelspel

### Geplaatste spelers
| rang | speler             |
| ---- | ------------------ |
| 1    | Mia Audina         |
| 2    | Rachel van Cutsen  |
| 3    | Karina de Wit      |
| 4    | Judith Meulendijks |
| 5    | Ilse Vooren        |
| 6    | Lisa Malaihollo    |

### Eerste ronde
| Mia Audina         | - | Bye                 |                     |
| Jessica Ottenhoff  | - | Ilse Bakker         | 14-21, 10-21        |
| Tak-Ling Lam       | - | Bye                 |                     |
| Asmara Kalter      | - | Samantha Barning    | 5-21, 7-21          |
| Judith Meulendijks | - | Bye                 |                     |
| Ciska Smeets       | - | Marloes van Heteren | 11-21, 12-21        |
| Ilse Vooren        | - | Bye                 |                     |
| Yik-Man Wong       | - | Ilse Vaessen        | 21-16, 21-13        |
| Eefje Muskens      | - | Iris Tabeling       | 19-21, 21-16, 21-11 |
| Bye                | - | Lisa Malaihollo     |                     |
| Anita van Dijk     | - | Wendy Slaats        | 17-21, 16-21        |
| Bye                | - | Karina de Wit       |                     |
| Nicole Kwee        | - | Yvonne Sie          | 17-21, 16-21        |
| Bye                | - | Rachel Geertsen     |                     |
| Dana Kuil          | - | Patty Stolzenbach   | 6-21, 8-21          |
| Bye                | - | Rachel van Cutsen   |                     |

### Tweede ronde
| Mia Audina         | - | Ilse Bakker         | 21-8, 21-10         |
| Tak-Ling Lam       | - | Samantha Barning    | 10-21, 9-21         |
| Judith Meulendijks | - | Marloes van Heteren | 21-4, 21-5          |
| Ilse Vooren        | - | Yik-Man Wong        | 21-13, 21-18        |
| Eefje Muskens      | - | Lisa Malaihollo     | 21-17, 14-21, 21-18 |
| Wendy Slaats       | - | Karina de Wit       | 7-21, 21-23         |
| Yvonne Sie         | - | Rachel Geertsen     | 21-17, 18-21, 21-19 |
| Patty Stolzenbach  | - | Rachel van Cutsen   | 19-21, 15-21        |

### Kwartfinale
| Mia Audina         | - | Samantha Barning  | 21-10, 21-7 |
| Judith Meulendijks | - | Ilse Vooren       | 21-4, 21-14 |
| Eefje Muskens      | - | Karina de Wit     | 7-21, 5-21  |
| Yvonne Sie         | - | Rachel van Cutsen | 16-21, 5-21 |

### Halve finale
| Mia Audina    | - | Judith Meulendijks | 20-22, 21-18, 21-19 |
| Karina de Wit | - | Rachel van Cutsen  | 14-21, 18-21        |

### Finale
| Mia Audina | - | Rachel van Cutsen | 21-10, 21-15 |

## Heren dubbelspel

### Geplaatste spelers
| rang | speler                       |
| ---- | ---------------------------- |
| 1    | Jürgen Wouters / Ruud Bosch  |
| 2    | Koen Ridder / Jordy Halapiry |

### Eerste ronde
| Wouters / Bosch               | - | V.B.Bravenboer / Steenland   | 21-9, 21-15         |
| Van Daal / Tan                | - | Rouwhorst / Wilbers          | 17-21, 19-21        |
| Suijkerland / V.Daalen De Jel | - | Van Zijderveld / Starren     | 21-18, 23-25, 21-15 |
| Staats / Lapré                | - | Timmerman / Kool             | 21-11, 21-18        |
| Loog / Sijben                 | - | Van Barneveld / Van Soerland | 13-21, 16-21        |
| Oey / De Ruiter               | - | Knoester / Camonier          | 17-21, 19-21        |
| Lens / Residay                | - | Van Houtem / van Heijster    | 21-16, 21-11        |
| Den Blanken / Hazebroek       | - | Ridder / Halapiry            | 15-21, 17-21        |

### Kwartfinale
| Wouters / Bosch               | - | Rouwhorst / Wilbers | 21-6, 21-13  |
| Suijkerland / V.Daalen De Jel | - | Staats / Lapré      | walk-over    |
| Van Barneveld / Van Soerland  | - | Knoester / Camonier | 21-18, 21-9  |
| Lens / Residay                | - | Ridder / Halapiry   | 15-21, 15-21 |

### Halve finale
| Wouters / Bosch              | - | Suijkerland / V.Daalen De Jel | 21-13, 19-21, 21-19 |
| Van Barneveld / Van Soerland | - | Ridder / Halapiry             | 21-23, 16-21        |

### Finale
| Wouters / Bosch | - | Ridder / Halapiry | 21-19, 19-21, 21-14 |

## Dames dubbelspel

### Geplaatste spelers
| rang | speler                                     |
| ---- | ------------------------------------------ |
| 1    | Paulien van Dooremalen / Rachel van Cutsen |
| 2    | Eva Krab / Ilse Vooren                     |

### Eerste ronde
| Van Dooremalen / Van Cutsen | - | Bye                      |              |
| De Wit / Krab               | - | Malaihollo / Geertsen    | 22-20, 25-23 |
| Severien / Slaats           | - | Bye                      |              |
| Audina / Bruil              | - | Besselink / Vaessen      | 21-6, 21-14  |
| Kuil / Van Heteren          | - | Wong / Barning           | 12-21, 20-22 |
| Bye                         | - | Meulendijks / Beenhakker |              |
| Verheul / Saleming          | - | Smeets / Stapel          | 21-16, 21-11 |
| Bye                         | - | Krab / Vooren            |              |

### Kwartfinale
| Van Dooremalen / Van Cutsen | - | De Wit / Krab            | 17-21, 23-25        |
| Severien / Slaats           | - | Audina / Bruil           | 16-21, 11-21        |
| Wong / Barning              | - | Meulendijks / Beenhakker | 6-21, 10-21         |
| Verheul / Saleming          | - | Krab / Vooren            | 14-21, 21-19, 21-15 |

### Halve finale
| De Wit / Krab            | - | Audina / Bruil     | 18-21, 10-21 |
| Meulendijks / Beenhakker | - | Verheul / Saleming | 21-15, 21-7  |

### Finale
| Audina / Bruil | - | Meulendijks / Beenhakker | 10-21, 15-21 |

## Gemengd dubbelspel

### Geplaatste spelers
| rang | speler                                  |
| ---- | --------------------------------------- |
| 1    | Jürgen Wouters / Paulien van Dooremalen |
| 2    | Jordy Halapiry / Eva Krab               |

### Eerste ronde
| Wouters / Van Dooremalen | - | Timmerman / Krab        | 21-14, 21-10        |
| Nottelman / Geertsen     | - | Steenland / Kuil        | 14-21, 21-14, 21-16 |
| De Ruiter / Vaessen      | - | Suijkerland / Severien  | 17-21, 12-21        |
| Van Houtem / Bakker      | - | Lapré / Utama           | 23-21, 24-22        |
| Knoester / Slaats        | - | Hazebroek / Van Heteren | 21-18, 12-21, 21-18 |
| Bruil / Bruil            | - | Vaessen / Saleming      | 21-13, 21-9         |
| Lens / Van Onselder      | - | Residay / Crouse        | walk-over           |
| Starren / Ottenhoff      | - | Halapiry / Krab         | 17-21, 12-21        |

### Kwartfinale
| Wouters / Van Dooremalen | - | Nottelman / Geertsen | 30-29, 18-21, 21-16 |
| Suijkerland / Severien   | - | Van Houtem / Bakker  | 20-22, 19-21        |
| Knoester / Slaats        | - | Bruil / Bruil        | 4-21, 9-21          |
| Lens / Van Onselder      | - | Halapiry / Krab      | 16-21, 10-21        |

### Halve finale
| Wouters / Van Dooremalen | - | Van Houtem / Bakker | 10-21, 22-20, 24-22 |
| Bruil / Bruil            | - | Halapiry / Krab     | 21-17, 21-11        |

### Finale
| Wouters / Van Dooremalen | - | Bruil / Bruil | 10-21, 14-21 |